# تور د پینک‌پرینت
تور د پینک‌پرینت (انگلیسی: The Pinkprint Tour) سومین تور کنسرت توسط خواننده رپ آمریکایی نیکی میناژ برای پشتیبانی برای سومین آلبوم استودیویی خود، د پینک‌پرینت (۲۰۱۴) بود. این تور در ۱۶ مارس ۲۰۱۵ در استکهلم آغاز شد و در ۲۳ اوت ۲۰۱۵ در ونتا، نیویورک پایان یافت.